# 寒国人
寒国人（1990年9月19日—），本名张绍群，台灣街头艺人、YouTuber、B站UP主，畢業於景文科技大學。以演奏爵士鼓为业，并於YouTube上传时事评论影片作品。出生於臺北縣（今新北市），曾为演奏爵士鼓的街头艺人，后转型并开设YouTube频道，主要发布兩岸觀察包括政治杂谈、采访和直播影片，并在6个月收获了16.7万粉丝。
张绍群持兩岸統一之政治立场，並且批評台灣主流媒體對中國大陸不友善的看法，也包括執政的民進黨政府的觀點，對中國大陸的看法偏向正面。他除了在YouTube、抖音发布影片表达政治见解與對兩岸跟中國大陸看法外，也参加集会、静坐等政治活动，曾受邀于电视台录制政论节目。通过发布影片，张绍群获得理念相近者的关注和支持。

## 生平
张绍群早年作为爵士鼓手于全台各地演出，并乐于与观众互动，亦曾为音乐组合“反骨男孩”成员之一，也曾开设YouTube频道“寒老师这里”，上传幽默短片，但人气较低。2017年，张绍群因为“爱政治”和“做自己喜欢的事”，退出了反骨男孩。
由张绍群开设的YouTube频道“寒国人”自2019年6月开始活跃，自称“追求真相的影片创作者”。在活跃初期，寒国人以支持韩国瑜，批评民进党和台独派获得关注。寒国人的影片十分朴素，内容多为在车上或者家中进行时事评论，有时也会进行街头采访和直播对话。影片更新频率为一日1至2个，张绍群认为这样发布能让更多人看到影片。通过发布影片、在網路上發聲，张绍群获得了来自泛蓝群体和中国大陆的支持及粉絲捐款打賞。
除在YouTube发布影片外，张绍群也以“寒国人”名义参加政治活动。在2020年中华民国总统选举期间，张绍群加入了由韩国瑜竞选办公室副总干事周锡玮担任团长的“打鬼军团”。在中天新闻台不获续照事件和莱猪案后，张绍群参加了反对相关事件的活动并进行了演讲。张绍群也积极参加电视节目，声援赵少康参加2024年中华民国总统选举。

## 事件
2020年3月14日，张绍群在YouTube频道寒国人上传了名为《大陆VS台湾领取口罩大PK》的影片，获得了一部分YouTube用户分享自身在中国大陆获得口罩经历的留言。但随后张绍群在由自己管理的Facebook粉丝专页“寒国人打假悍将”的后台收到了来自内政部警政署刑事警察局的消息，消息称有中国大陆用户发布关于2019冠状病毒病的假消息，并要求其配合调查。中国大陆媒体海峡导报认为这是民主进步党“绿色恐怖”的表現。